# Мытищи (станция)
Мыти́щи — узловая железнодорожная станция Ярославского направления Московской железной дороги в одноимённом городе одноимённого городского округа Московской области. Станция входит в Московско-Курский центр организации работы железнодорожных станций ДЦС-1 Московской дирекции управления движением. По основному характеру работы является грузовой, по объёму работы отнесена к 1 классу.
Станция является узловой: от главного хода Москва — Александров отходит хордовая линия («Монинская ветка») до станции Фрязево Горьковского направления Московской ЖД с тупиковым ответвлением на Фрязино. Ранее существовала железнодорожная ветка Мытищи — Пирогово, часть сохранилась для грузового движения до товарного парка Мытищи-Северные. Пассажирские поезда дальнего следования на станции не останавливаются.
Участок Москва-Пассажирская-Ярославская — Мытищи был электрифицирован 29 августа 1929 года и стал вторым электрифицированным в СССР.
Находится в 18 километрах от Ярославского вокзала. Расстояние проходится электропоездами-экспрессами за 20-24 минуты, обычными, в зависимости от остановок, за 25—35 минут.

## Вокзал

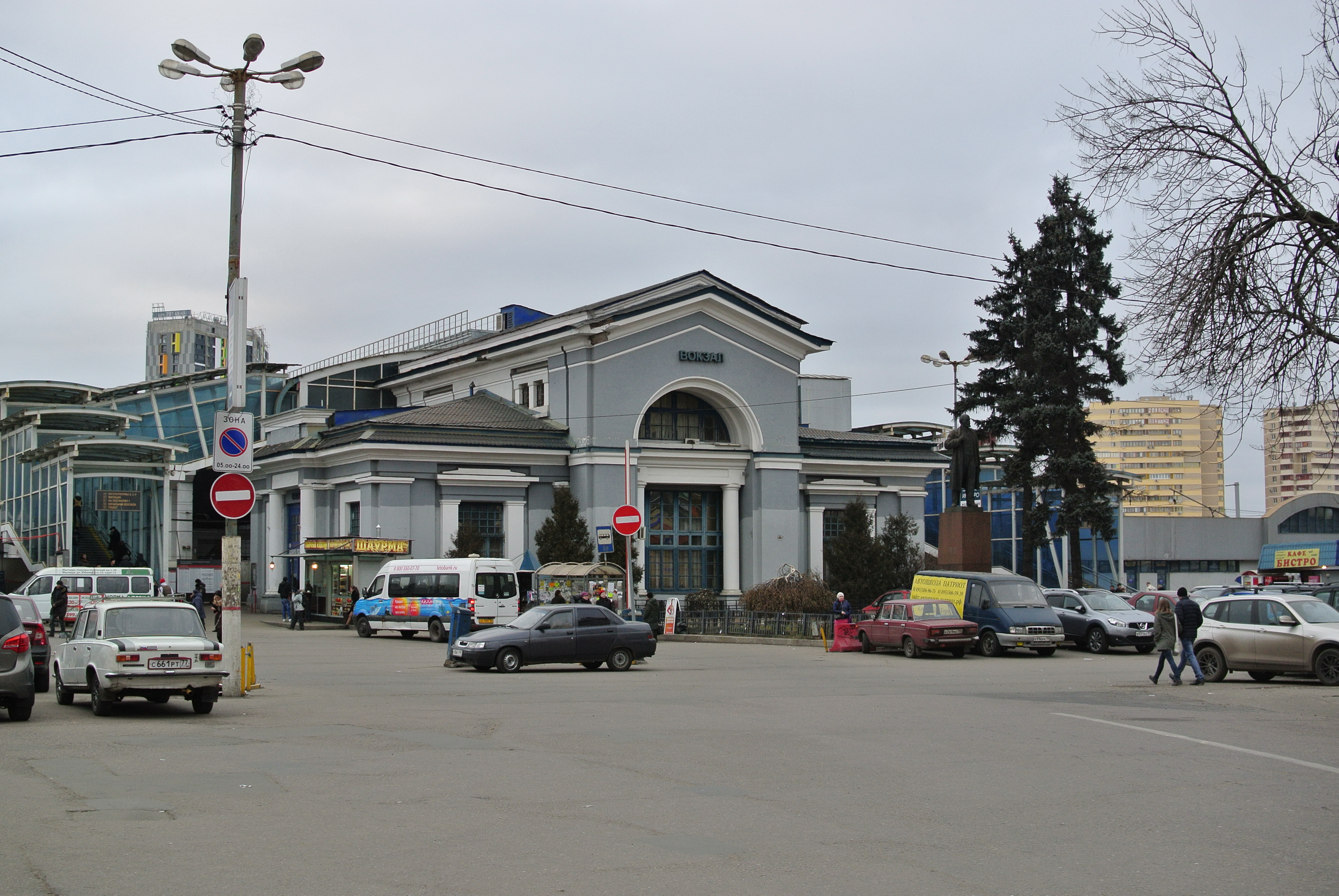
Здание вокзала в Мытищах, построенное в 1896 году

Единственным известным на сегодняшний день изображением первого вокзала в Мытищах (1862) остаётся картина, хранящаяся в Мытищинском историко-художественном музее, на которой видно деревянное здание, низкая платформа. Вокзал тогда располагался напротив сохранившейся до наших дней водопроводной башни, построенной в XIX веке. От тех времён на своём месте только деревянный дом начальника станции.
Современное здание вокзала было построено в 1896 году по проекту архитектора Л. Н. Кекушева в связи со строительством вагоностроительного завода.
В 2004 году на здании вокзала укреплена мемориальная доска в честь 75-летия со дня открытия первого электрифицированного участка железных дорог России Москва — Мытищи.
В ходе реконструкции вокзального комплекса 14 февраля 2004 года был построен распределительный зал — крытый пешеходный путепровод над всеми путями станции, соединивший две части Мытищ.

## Описание станции
На станции 4 пассажирских платформы: три островных, одна боковая, 6 пассажирских путей. Нумерация пассажирских путей от здания вокзала: 2 главный (платформа № 1), 4 главный (платформа № 2), 6 (платформы № 2 и 3), в основном, используется для приёма поездов «Спутник», следующих из Москвы, высадка и посадка на которые осуществляется с платформы № 3, а также для обычных электричек, следующих до Мытищ, высадка и посадка на которые осуществляется с платформы № 2, 5 главный (платформа № 3), 1 главный (платформа № 4), 3 главный (платформа № 4). 

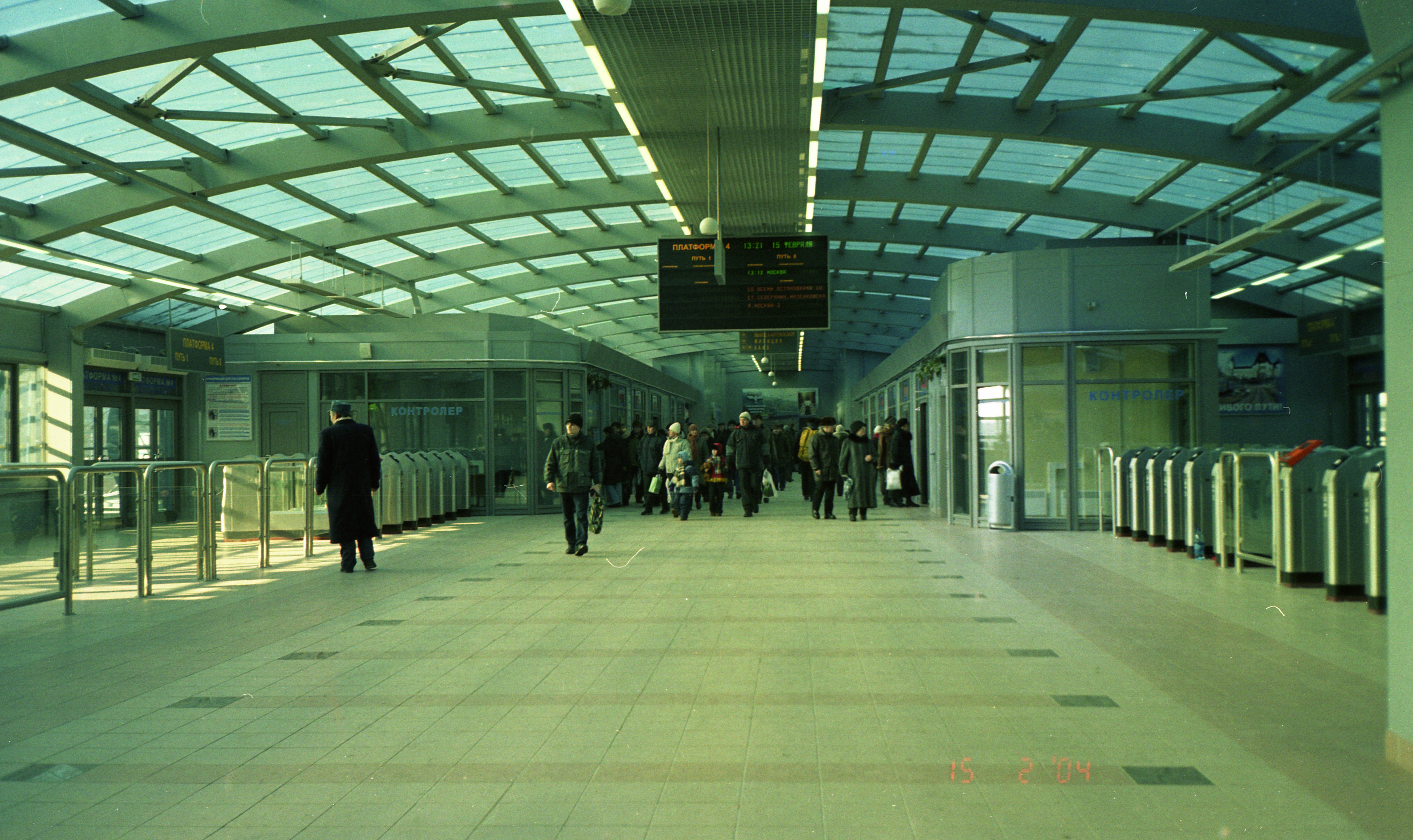
Интерьер распределительного зала в день открытия (2004)

Путепровод через железнодорожные пути после реконструкции представляет собой остеклённое сооружение — распределительный зал (архитектор А. Лукич), основную площадь которого занимает зал ожидания с выходами к платформам, располагается над путями и платформами, он же служит переходом над железнодорожными путями. Также функционирует транзитный путепровод для перехода через пути без спусков на платформы, построенный во время реконструкции станции.
| № платформы | № путей | Тип платформы | Останавливающиеся электропоезда                                |
| ----------- | ------- | ------------- | -------------------------------------------------------------- |
| 1           | 2       | Боковая       | от Москвы                                                      |
| 2           | 4       | Островная     | «Спутники»                                                     |
| 2, 3        | 6       | Островная     | «Спутники» (платформа № 3); обычные электрички (платформа № 2) |
| 3           | 5       | Островная     | «Спутники»                                                     |
| 4           | 1       | Островная     | на Москву                                                      |
| 4           | 3       | Островная     | на Москву                                                      |

Здание вокзала расположено со стороны Старых Мытищ, перед ним в сквере стоит памятник Ленину. Платформы оборудованы турникетами.
С территории станции (въезд в границы станции со стороны 2 пути перегона Лосиноостровская — Мытищи) отходит пошёрстный съезд на электрифицированную обкаточную линию завода «Метровагонмаш». При строительстве пятого, в новой нумерации второго главного пути на участке от Мытищ до МКАДа эта служебная линия была частично укорочена.
Рядом со станцией находится построенный в 2003 году автовокзал.
22 августа 2022 года в распределительном зале началась реконструкция, к концу сентября полностью уложена новая плитка. Также планируется обновление торговых пространств и пассажирских сервисов, благоустройство территорию вокруг них — создание комфортной среды для пассажиров.

## Общественный транспорт
С западной стороны
| № маршрута автобуса | Станции метро, МЦК и железной дороги | Конечные остановки                                 |
| ------------------- | ------------------------------------ | -------------------------------------------------- |
| 1                   | Строитель                            | мкр. Челюскинский, 6-й мкр                         |
| 3                   | Перловская                           | мкр Дружба (4-я Парковая ул.)                      |
| 4                   | -                                    | НИИОХ                                              |
| 6                   | Строитель                            | Угольная ул.                                       |
| 7                   | Тайнинская                           | Тайнинское                                         |
| 8 (без льгот)       | -                                    | улица Колпакова                                    |
| 9 (без льгот)       | Строитель                            | Благовещенская улица                               |
| 10                  | -                                    | мкр Леонидовка, улица Сукромка                     |
| 11                  | -                                    | 6-й мкр                                            |
| 12 (без льгот)      | Тайнинская, Перловская               | МГКБ, Тайнинское                                   |
| 13 (без льгот)      | -                                    | мкр Леонидовка, 6-й мкр                            |
| 14 (без льгот)      | -                                    | Индустриальная улица, улица Терешковой             |
| 15                  | -                                    | Челобитьево                                        |
| 16 (без льгот)      | -                                    | МИСИ                                               |
| 17 (без льгот)      | -                                    | НИИОХ, мкр Дружба (4-я Парковая ул.)               |
| 18 (без льгот)      | -                                    | Благовещенская улица                               |
| 19 (без льгот)      | Строитель                            | Юбилейная улица, Строитель                         |
| 20 (без льгот)      | -                                    | Троицкая улица                                     |
| 22                  | -                                    | Пироговский                                        |
| 23                  | -                                    | Пироговский — Манюхино — Пестово                   |
| 24                  | Тайнинская, Перловская, Долгопрудная | Долгопрудная                                       |
| 25                  | Тайнинская, Перловская, Лобня        | Лобня                                              |
| 26                  | -                                    | Пироговский — Чиверёво                             |
| 27 (без льгот)      | Тайнинская, Перловская, Строитель    | Стрелковая улица, 3-я Крестьянская улица           |
| 31                  | -                                    | Пироговский — Поведники — Марфино                  |
| 34 (без льгот)      | -                                    | Здравница                                          |
| 77 (без льгот)      | -                                    | мкр Леонидовка, ТЦ Июнь                            |
| 177 (без льгот)     | Медведково                           | Улица Колпакова — Волковское кладбище — Медведково |
| 314                 | Медведково                           | Пироговский — Медведково                           |
| 419                 | Медведково                           | Медведково                                         |
| б/н (заказной)      | -                                    | Ашан                                               |
| б/н (заказной)      | -                                    | Globus                                             |

С восточной стороны
| № маршрута автобуса | Станции метро, МЦК и железной дороги | Конечные остановки                      |
| ------------------- | ------------------------------------ | --------------------------------------- |
| 5                   | -                                    | мкр Леонидовка                          |
| 21 (без льгот)      | -                                    | улица Академика Каргина                 |
| 28                  | Подлипки-Дачные, Болшево             | г. Королёв (Улица Сталинградской битвы) |
| 578 (без льгот)     | Ростокино, ВДНХ                      | ВДНХ (северный вестибюль)               |

## «Спутник»

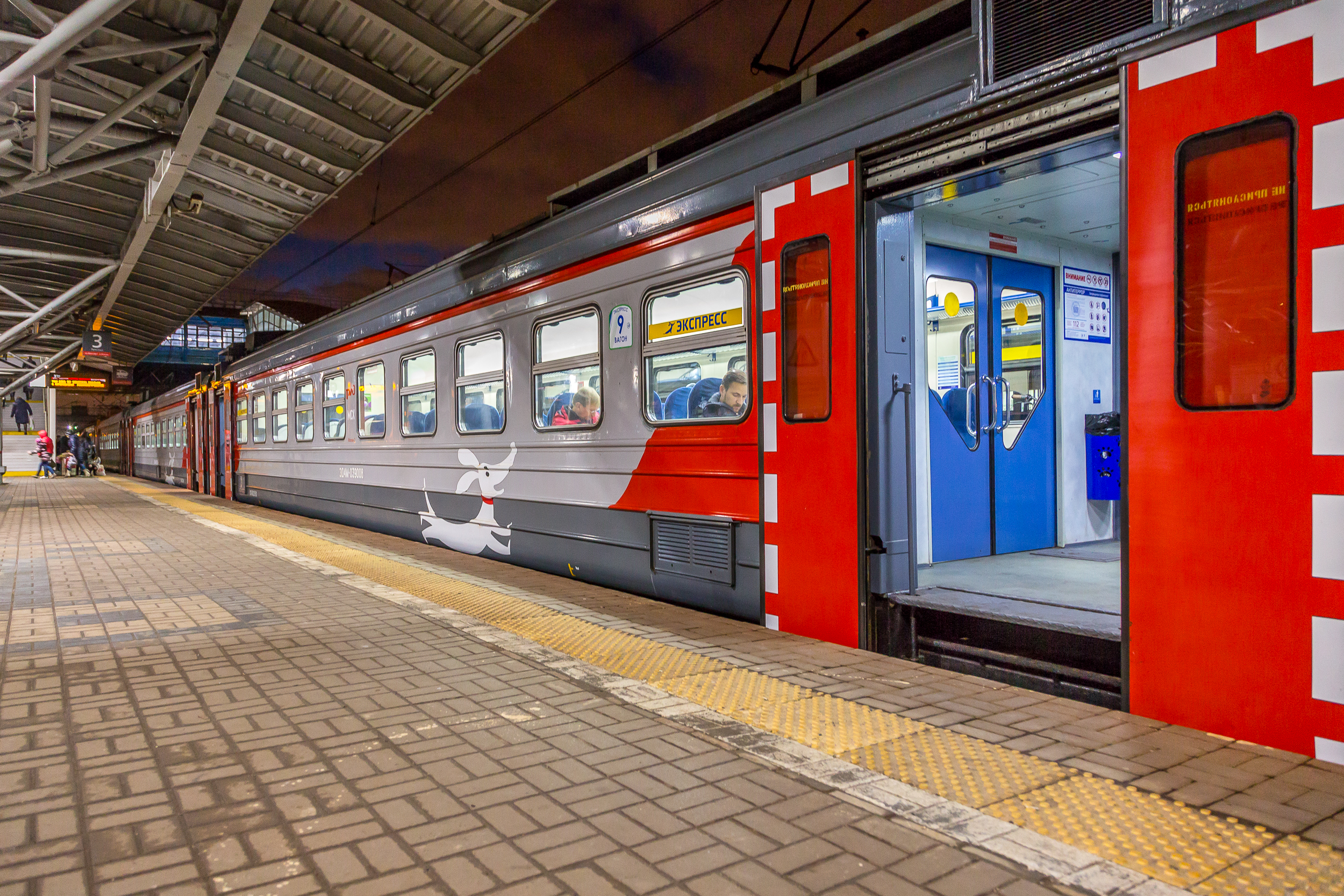
Электропоезд РЭКС на станции Мытищи

14 февраля 2004 г. состоялся пуск скоростного электропоезда-экспресса «Спутник» до Ярославского вокзала с интервалом 15 минут в часы пик и 1 час в обычное время. На момент запуска время движения от/до Ярославского вокзала составляло 25 минут с остановкой на станции Лосиноостровская. Позднее, во время запуска МЦК, остановку добавили на станции Ростокино.
С 22 августа после реконструкции станции Пушкино и с 5 сентября 2008 года после реконструкции станции Болшево все «Спутники» чередованием каждые полчаса в часы пик и каждый час в обычное время продлены до этих станций, станция Мытищи стала лишь промежуточной остановкой для них, за исключением двух пар «Спутников» отправлением от Ярославского вокзала по будням в 9.30 и 13.45 и из Мытищ по будням в 8.25 и 12.00 с остановкой на станции Лосиноостровская. В качестве подвижного состава используются (с 2009 г. частично, с 2015 г. полностью) 10-вагонные электропоезда ЭД4М повышенной комфортности.

## В кинематографе
- «Сыщик» (1979).